# Ruginoasa (Iași)
Ruginoasa is een Roemeense gemeente in het district Iași.
Ruginoasa telt 6339 inwoners.